# Estació de Centelles
Centelles és una estació ferroviària propietat d'Adif situada a la població de Centelles a la comarca d'Osona. L'estació es troba a la línia Barcelona-Ripoll per on circulen trens de la línia R3 de Rodalies de Catalunya operat per Renfe Operadora.
Aquesta estació de l'antiga línia de Barcelona a Sant Joan de les Abadesses (actualment el tram Ripoll - Sant Joan és una via verda) va entrar en servei l'any 1875 quan es va obrir el tram entre Granollers i Vic.
L'any 2016 va registrar l'entrada de 108.000 passatgers.
| Rodalia de Barcelona      |                         |       |                                                    |                        |
| Procedència/Destinació    | <                       | Línia | >                                                  | Procedència/Destinació |
| L'Hospitalet de Llobregat | Sant Martí de Centelles |       | Balenyà-Els Hostalets                              | Vic                    |
| L'Hospitalet de Llobregat | La Garriga              | Vic   | Ripoll Ribes de Freser Puigcerdà La Tor de Querol¹ |                        |

¹ En aquesta estació paren els regionals cadenciats direcció Ripoll / Ribes de Freser / Puigcerdà / La Tor de Querol.